# René Zahradník

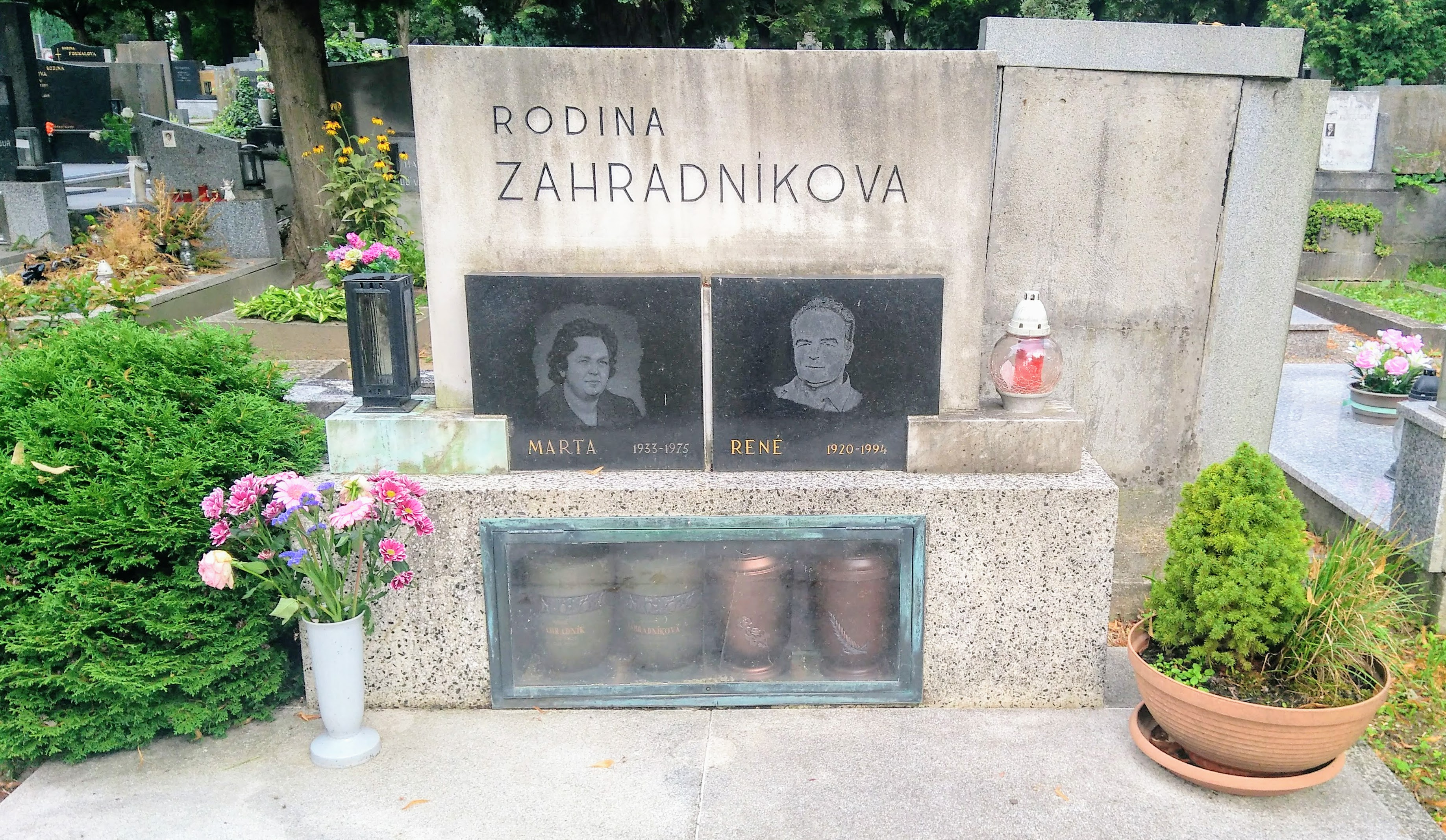
Hrob v Kroměříži

René Zahradník (11. března 1920 – 9. září 1994) byl český a československý politik Komunistické strany Československa a poslanec Sněmovny národů Federálního shromáždění za normalizace.

## Biografie
K roku 1971 a 1976 se profesně zmiňuje jako ředitel Strojní a traktorové stanice. Šlo o STS v Kroměříži.
Ve volbách roku 1971 zasedl do české části Sněmovny národů (volební obvod č. 55 - Kroměříž, Jihomoravský kraj). Mandát obhájil ve volbách roku 1976 (obvod Kroměříž-Gottwaldov). Ve FS setrval do konce funkčního období, tedy do voleb roku 1981.
Zemřel v roce 1994 a byl pohřben do rodinné hrobky na hřbitově v Kroměříži.